# Princesse Yukiko
La princesse Yukiko (幸子女王, Yukiko joō), 14 novembre 1680 - 18 mars 1720, est une impératrice consort du Japon, fille d'Arisugawa-no-miya Yukihito et de la consort de l'empereur Higashiyama.

## Source de la traduction
- (en)/(ja) Cet article est partiellement ou en totalité issu des articles intitulés en anglais « Princess Yukiko » (voir la liste des auteurs) et en japonais « 幸子女王 » (voir la liste des auteurs).